# Eva Eleonora Elisabeth Ehrenborg
Eva Eleonora Elisabeth Ehrenborg, född 18 juli 1836 på Hovdala i Brönnestads socken, död 30 mars 1901 på Hovdala, var en svensk konstnär.
Hon var dotter till ryttmästare Christian Abreham Ehrenborg och Eva Eleonora Odencrantz. Hon var som konstnär autodidakt och medverkade i utställningar med Konstföreningen för södra Sverige. Ehrenborg är representerad vid Kulturen i Lund med en oljemålning som visar en vy av Hovdala slott.